# Conclusion (logique)
En logique, une conclusion est une affirmation qu'un argument cherche à prouver dans un raisonnement, inférée à partir d'un ensemble de propositions ou d'arguments. 
Une conclusion peut être atteinte par différents types de raisonnements logiques, tels que la déduction, l'induction ou l'abduction. Dans un raisonnement déductif, la conclusion est nécessairement vraie si les prémisses le sont et le raisonnement valide. Dans un raisonnement inductif ou abductif, la conclusion n'est pas nécessairement certaine, même si les prémisses sont vraies.